# Kompleks Damoklesa
Kompleks Damoklesa − zazdroszczenie innym sukcesów oraz szczęścia, połączone z idealizowaniem warunków ich życia, przy poczuciu niesprawiedliwości i niezadowoleniu z własnego życia.
Pierwowzorem był Damokles, pochlebca Dionizjosa Starszego, tyrana Syrakuz (405-367 p.n.e.). Ten, aby unaocznić swój prawdziwy los Damoklesowi, który nazywał go "najszczęśliwszym ze śmiertelników", pozwolił mu na jeden dzień korzystać z uroków życia władcy, lecz kazał zawiesić ostry miecz na końskim włosie tak, aby podczas wieczornej uczty wisiał nad głową Damoklesa.